# Shaft (serie televisiva)
Shaft è una serie televisiva statunitense in 7 episodi del 1973 con protagonista il detective John Shaft, personaggio di una serie di tre lungometraggi iniziata nel 1971 con Shaft il detective.

## Trama
Con l'aiuto del collega Al Rossi, tenente della polizia, il detective di colore John Shaft cerca di risolvere casi nei ghetti di New York.

## Personaggi
- John Shaft (7 episodi, 1973-1974), interpretato da Richard Roundtree.
- Tenente Al Rossi (7 episodi, 1973-1974), interpretato da Eddie Barth.
- Laura Parks (2 episodi, 1973-1974), interpretata da Judie Stein.

## Episodi
| Stagione       | Episodi | Prima TV originale |
| -------------- | ------- | ------------------ |
| Prima stagione | 7       | 1973-1974          |

## Produzione
A differenza dei lungometraggi, che sconfinavano nella blaxploitation, in questa produzione seriale televisiva i metodi del protagonista sono più morbidi e ci sono meno scene di violenza estrema e di sesso. Inoltre, mentre nei film Shaft combatteva di frequente anche contro i suoi stessi colleghi poliziotti ed i loro metodi, nella serie televisiva si trova invece sempre al loro fianco.

## Colonna sonora
La colonna sonora è firmata da Isaac Hayes che aveva vinto un premio Oscar nel 1971 per il primo titolo della serie di lungometraggi.

## Trasmissione
La serie è stata trasmessa negli Stati Uniti dalla CBS tra il 10 settembre 1973 e il 19 febbraio 1974. In Italia è stata trasmessa da TVA 40 negli anni novanta.